# Sci-Fi Magazin
Sci-Fi Magazin. Colecția Povestirilor Științifico-Fantastice a fost o revistă din România de literatură științifico-fantastică editată de scriitorul român George Lazăr. Au fost tipărite 12 numere între octombrie 2007 și septembrie 2008. Povestirile care nu au apărut în cele 12 numere, dar ale căror drepturi de autor au fost cumpărate, au fost adunate într-un Almanah Sci-Fi Magazin în 2009.

## Numărul 1 (octombrie 2007)

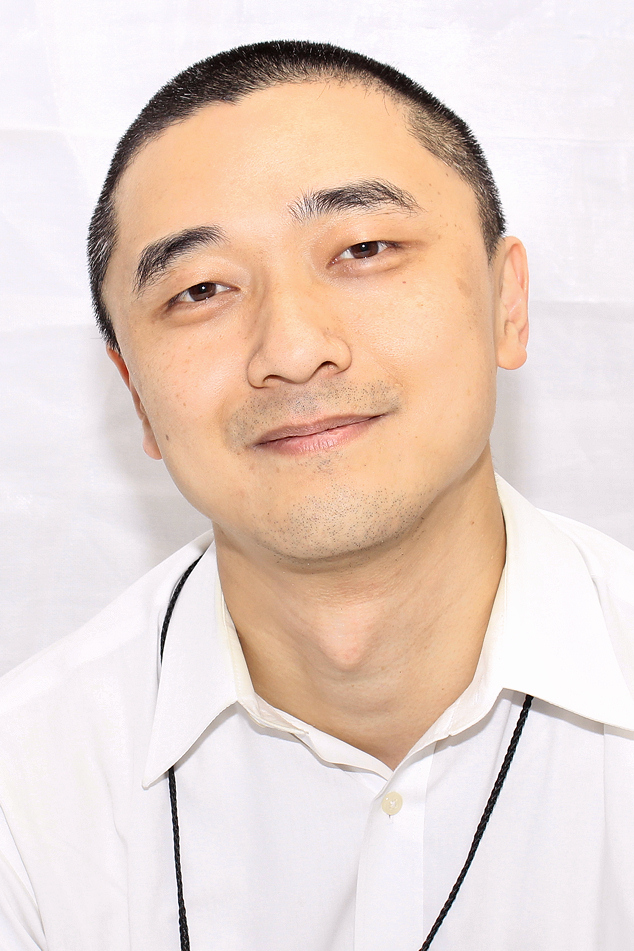
Ken Liu

Povestirile au fost traduse de Oana Cercel, Emanuel Huțanu, Daniela Moraru, Camelia Butnariu și Cătălin Moraru.
- Editorul - Dreptul de a visa, eseu
- Bud Sparhawk - Stele însângerate (Bright Red Star)
- William Sanders - Scheletul (Dry Bones)
- Ursula K. Le Guin - „Anotimpurile de pe Ansarac” (The Seasons of the Ansarac)

Publicată pentru prima dată pe webzin-ul Infinite Matrix, 3 iunie 2002. Republicată de mai multe ori, de exemplu în colecția din 2003 a scriitoarei Le Guin, Changing Planes Despre o planetă cu ani foarte lungi (aproximativ 24 de ani ai Pământului) în timpul cărora locuitorii săi migrează spre și dinspre munții din nord; inspirat de tiparele de migrație ale Uliganului pescar.
- Alfred Coppel - Am cucerit Marte (Mars is Ours)
- Will Shetterly - Brian și extratereștrii (Brian and the Aliens)
- Matthew Hughes - Hoțul de IQ-uri (Mastermindless)
- Ken Liu - Algoritmi pentru dragoste (The Algorithms for Love Arhivat în 2 noiembrie 2012, la Wayback Machine.)
- George Lazăr - Restul zilelor;
- Cory Doctorow - Eu, robotul (I, Row-Boat)

## Numărul 2 (noiembrie 2007)
- Cory Doctorow - Apocalipsul progresiv și alte delicii futurismice, eseu, Locus Magazine, iunie 2007
- Geoffrey A. Landis - „O plimbare prin Soare” (A Walk in the Sun). Traducere: Cătălin Moraru
- Charles Coleman Finley - „Pervers” (Pervert). Traducere: Daniela Moraru
- Nancy Kress - „O încălcare a drepturilor de autor” (Patent Infringement). Traducere: Emanuel Huțanu
- Blair Dalton - „Niște actori” (Merely Actors). Traducere: Emanuel Huțanu
- Isaac Asimov - „Visuri de robot” (Robot Dreams). Traducere: Oana Cercel
- Jack McDevitt - „Voia lui Dumnezeu” (Act of God). Traducere: Emanuel Huțanu
- Matthew Jarpe - „Orașul rațiunii” (City of Reason). Traducere: Emanuel Huțanu
- Bruce McAllister - „Înrudire” (Kin). Traducere: Oana Cercel
- Walter Jon Williams - „Maladia leopardului verde” (The Green Leopard Plague). Traducere: Oana Cercel

## Numărul 3 (decembrie 2007)
- Bruce McAllister - Science fiction – singurul fel de fantezie rațională, eseu
- Stephen Baxter - „Oaze de lumină” („Lakes of Light”). Traducere: Oana Cercel
- Robert Onopa - „Geropozi” („Geropods”). Traducere: Gabi Ioniță
- Larry Niven - „Lună schimbătoare” („Inconstant Moon”) - Premiul Hugo 1972. Traducere: Oana Cercel
- Paul J. McAuley - „Șobolanii sistemului” („Rats of the System”). Traducere: Emanuel Huțanu
- Kim Stanley Robinson - „Arthur Sternbach joacă baseball pe Marte” („Arthur Sternbach Brings the Curveball to Mars”). Traducere: Oana Cercel
- Gene Wolfe - „Avertisment” („Pulp Cover”). Traducere:  Daniela Moraru
- Michael Swanwick - „Viață lentă” („Slow Life”) - Premiul Hugo 2003. Traducere: Daniela Moraru
- Jack Williamson - „Cu brațele încrucișate” („With Folded Hands”). Traducere: Emanuel Huțanu

## Numărul 4 (ianuarie 2008)

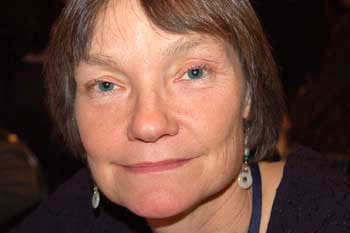
Mary Rosenblum în 2006

- Mugur Cornilă - Cartea (SF) și partea (leului), eseu [5]
- Steven Gould - „Piersici pentru Molly cea nebună” (Peaches for Mad Molly). Traducere: Emanuel Huțanu
- John Kessel - „O evadare perfectă” (A Clean Escape). Traducere:  Emanuel Huțanu
- Ursula K. Le Guin - Cei care pleacă din Omelas” (The Ones Who Walk Away From Omelas). Traducere: Emanuel Huțanu
- Norman Spinrad - „Niciun drum către casă” (No Direction Home). Traducere: Gabi Ioniță
- Kelly Link - „Geanta fărmăcată” (The Faery Handbag). Traducere: Ona Frantz pentru Editura Tritonic (în Magia pentru începători Arhivat în 13 octombrie 2020, la Wayback Machine.)
- Greg Van Eekhout - „Cât de departe poți ajunge” (Far As you Can Go). Traducere: Mirela Oniciuc
- Ann McCaffrey - „Nava care cântă” (The Ship Who Sang). Traducere: Emanuel Huțanu
- Jack Skillingstead - „Viața în câmpul de prezervare” (Life on the Preservation)[6][7][8]. Traducere: Oana Cercel
- Mary Rosenblum - „Filme pentru acasă” (Home Movies)  (2006) in Asimov's Science Fiction.[9]. Traducere: Oana Cercel

## Numărul 5 (februarie 2008)

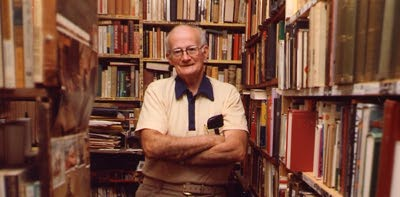
Raphael Aloysius Lafferty în 1998

- George Lazăr - Scriitorul de după amiază, eseu
- Charlie Rosenkranz - Preempțiune (Preemption). Traducere: Mirela Oniciuc
- R. A. Lafferty - Fiul Euremei (Euremas Dam). Traducere: Emanuel Huțanu
- Paul di Filippo - Ailoura (Ailoura). Traducere: Gabi Ioniță
- Paul E. Martens - Extraterestru de închiriat (Creature for Hire). Traducere: Tudor Chiriac
- Walter Jon Williams - Vremea lupilor (Wolf Time). Traducere: Emanuel Huțanu
- William Meikle - Unirea cu unicul (Joining With the One). Traducere: Gabi Ioniță
- Charles Sheffield - Psihologie cu diamante (The Diamond Drill). Traducere: Oana Cercel
- Ted Chiang - Iadul e acolo unde nu există Dumnezeu (Hell is the Absenee of God). Traducere: Emanuel Huțanu

## Numărul 6 (martie 2008)
Acest număr a fost dedicat în întregime autoarelor.
- Walter Jon Williams - Orășelul Science Fiction, eseu
- Ruth Nestvold - Ieșire fără salvare (Exit Without Saving). Traducere: Oana Cercel
- Nancy Kress - Dintre toate stelele strălucitoare (Out of All Them Bright Stars). Traducere: Oana Cercel
- Kameron Hurley - Femeile care ne-au cucerit (The Women of Our Occupation). Traducere: Oana Cercel
- Carolyn Ives Gilman - Okanoggan Falls (Okagoggan Falls). Traducere: Emanuel Huțanu
- Ursula K. Le Guin - Ziua de dinaintea Revoluției (The Day Before the Revolution). Traducere: Emanuel Huțanu
- Heather Lindsley - Fă ceea ce-ți dorești! (Just Do It!). Traducere: Emanuel Huțanu
- Mioara Musteață - S.O.S.
- Kage Baker - Acolo unde cresc merele aurii (Where the Golden Apples Grow). Traducere: Emanuel Huțanu

## Numărul 7 (aprilie 2008)
- Ted Chiang - Diferența dintre știință și magie, eseu. (apărut în Hayakawa S-F Magazine S-Fマガジン, Esu-Efu Magajin, ianuarie 2008)
- Steve Stanton - Hoțul de timp (Timestealer). Traducere: Emanuel Huțanu
- Arthur C. Clarke - Cele 9 miliarde de nume ale lui Dumnezeu (The Nine Billion Names of God). Traducere: Emanuel Huțanu
- Mike Resnick - „Călătorii cu pisicile” (Travels with My Cats). Traducere: Mirela Oniciuc
- Ted Chiang - Avertisment (What’s Expected of Us). Traducere: Gabi Ioniță
- Daryl Gregory - Damasc (Damascus). Traducere: Emanuel Huțanu
- Anthony R. Lewis - Spațiu ostil (Alien Ground). Traducere: Cristina Olariu
- Cezar Mazilu - Încurcături în Paradis
- Albert E. Cowdrey - Triburile de pe Bela (The Tribes of Bela). Traducere: Oana Cercel

## Numărul 8 (mai 2008)
- Nicolae C. Ariton - Paradoxul SF-ului
- Mark A. Rayner - Dincolo de linia orizontului (Under the Blue Curve). Traducere: Cristina Olariu
- Allen Steele - Numărând zilele (The Days Between). Traducere: Emanuel Huțanu
- Tom Gerencer - Xenoformarea Pământului (Xenoforming Earth). Traducere:  Adriana Moșoiu
- Orson Scott Card - Recuperare (Salvage). Traducere: Emanuel Huțanu
- Ken MacLeod - Oamenii autostrăzii (The Highway Men). Traducere:  Oana Cercel
- William Meikle - Violare de cod (Code Violation). Traducere: Gabi Ioniță
- Vernor Vinge - Monștri pentru software (The Cookie Monster). Traducere: Adriana Moșoiu

## Numărul 9 (iunie 2008)
- Nicolae C. Ariton - Cum a omorât Harry Potter SF-ul, eseu
- Michael Swanwick - Mlaștini de tinichea (Tin Marsh). Traducere: Mirela Oniciuc
- Neal Asher - Un albinos în deșert (Snow in the Desert). Traducere:  Emanuel Huțanu
- Douglas Smith - Strigătul îngerului (Scream Angel). Traducere:  Emanuel Huțanu
- Liviu Braicu - Ziua vântuirii;
- Daryl Gregory - Persoana a II-a, timpul prezent (Second Person, Present Tense). Traducere: Mirela Oniciuc
- Mike Resnick - Elefanții de pe Neptun (The Elephants on Neptune). Traducere:  Cristina Olariu
- Walter Jon Williams - Ziua încarnării (Incarnation Day). Traducere: Emanuel Huțanu

## Numărul 10 (iulie 2008)
- Nicolae C. Ariton - Fandomul și societățile secrete, eseu
- Will McIntosh - Puțin probabil (Unlikely). Traducere:  Emanuel Huțanu
- Laird Long - În căutarea sufletului pierdut (Soul Searching). Traducere:  Emanuel Huțanu
- Ciprian Mitoceanu - Amendamentul Dawson
- Ken Warthon - Corecție de zbor (Flight Correction). Traducere:  Tudor Chiriac
- George R.R. Martin - Calea Crucii și a Dragonului (The Way of Cross and Dragon). Traducere:  Emanuel Huțanu
- Gene Wolfe - Scuturile de pe Marte (Shields of Mars). Traducere: Emanuel Huțanu
- Connie Willis - Intrusul (Inside Job). Traducere: Emanuel Huțanu

## Numărul 11 (august 2008)
- George Lazăr - Cine a ucis mașina electrică?, eseu
- Daniel Abraham - Lacrimile răului (Leviathan Wept). Traducere: Emanuel Huțanu
- Daniel Pearlman - O inimă pentru Emily (The Heart of the Overchild). Traducere:  Cristina Olariu
- George Saunders - Comcom (Commcomm). Traducere: Emanuel Huțanu
- Nicolae C. Ariton - Corabie’n văzduh
- Nancy Kress - Arta războiului (Art of War). Traducere:  Adriana Moșoiu
- Jack Williamson - Viața de apoi (Afterlife). Traducere:  Emanuel Huțanu
- Bruce Holland Rogers - Pilule amare (Bitter Pills). Traducere: Cristina Olariu
- Walter Jon Williams - Trimiteți-le flori (Send Them Flowers). Traducere: Emanuel Huțanu

## Numărul 12 (septembrie 2008)
- George Lazăr, Reîntoarcerea la magie, eseu
- Robert Silverberg - Sezonul mutanților (The Mutant Season). Traducere: Cristina Olariu
- Edward M. Lerner - În cutie (Inside the Box). Traducere: Emanuel Huțanu
- Frank Roger - NeSfântul Graal (Unholy Grail). Traducere: Emanuel Huțanu
- Kage Baker - Complot pentru trăgători (Plotters and Shooters). Traducere:  Adriana Moșoiu
- Connie Willis - Chiar și regina (Even the Queen). Traducere: Adriana Moșoiu
- Jack McDevitt - Henry James, asta-i pentru tine (Henry James, This One’s For You). Traducere: Mirela Oniciuc
- George Lazăr - Omul și atomul
- Arthur C. Clarke - O infracțiune pe Marte (Trouble with time). Traducere:  Emanuel Huțanu
- Joe Haldeman - Eroul (Hero). Traducere: Emanuel Huțanu

## Almanah 2009 (ianuarie 2009)
- Robert A. Heinlein - „Univers” (Universe). Traducere: Mirela Oniciuc
- Sean McMullen - Cascada (The Cascade). Traducere: Mirela Oniciuc
- Walter Jon Williams - „Dinozauri” (Dinosaurs). Traducere: Cristina Olariu
- Theodore Sturgeon - „Un OZN de singurătate” (A Saucer of Loneliness). Traducere: Emanuel Huțanu
- James Patrick Kelly - Bărbații aduc numai necazuri (Men Are Trouble). Traducere:  Emanuel Huțanu
- Gregory Benford - Teologia matematicii aplicate (Applied Mathematical Theology). Traducere: Emanuel Huțanu
- Bruce Golden - Vremuri obișnuite (Common Time). Traducere: Emanuel Huțanu
- Mike Resnick - Prințesa Pământului (A Princess of Earth). Traducere: Emanuel Huțanu
- Alex Irvine - Mystery Hill (Mystery Hill). Traducere:  Emanuel Huțanu
- Ken Wharton - Aloha (Aloha). Traducere:  Mirela Oniciuc
- Nancy Kress - Nanotehnologia cucerește Clifford Falls (Nano Comes to Clifford Falls). Traducere: Emanuel Huțanu
- Edmond Hamilton - Involuție (Devolution). Traducere: Cristina Olariu
- John Kessel - Povești pentru bărbați (Stories for Men). Traducere:  Emanuel Huțanu
- Michael Cassutt - Ultima călătorie pe Marte (The Last Mars Trip). Traducere: Emanuel Huțanu
- Paul J. McAuley - Pace biruitoare (Winning Peace). Traducere:  Mirela Oniciuc
- Cynthia Ward - Ultima zi de școală (On the Last Day of School). Traducere: Emanuel Huțanu
- Poul Anderson - Printre tâlhari (Among Thieves). Traducere: Emanuel Huțanu
- Robert Silverberg - „Născut printre morți” (Born With the Dead). Traducere: Emanuel Huțanu
- Robert Silverberg - Multipli (Multiples). Traducere: Cristina Olariu
- Robert Silverberg - Cursă prin microcipuri (Chip Runner). Traducere: Emanuel Huțanu
- Robert Silverberg - Hardware (Hardware). Traducere: Emanuel Huțanu
- Robert Silverberg - Împăratul și maula (The Emperor and the Maula). Traducere: Adriana Moșoiu